# Cuộc họp kín Đảng Dân chủ Thượng viện Hoa Kỳ
Cuộc họp kín Đảng Dân chủ Thượng viện Hoa Kỳ (tiếng Anh: United States Senate Democratic Caucus), đôi khi được gọi là Hội nghị Đảng Dân chủ Thượng viện (tiếng Anh: Senate Democratic Conference) là tổ chức nhóm họp chính thức của các Thượng nghị sĩ Đảng Dân chủ tại Thượng viện Hoa Kỳ. Trong Quốc hội khóa 118, cuộc họp kín còn bao gồm ba thượng nghị sĩ độc lập (Bernie Sanders từ Vermont, Angus King từ Maine và Kyrsten Sinema từ Arizona) họp kín với Đảng Dân chủ, nâng tổng số thành viên hiện tại lên 51 thành viên. Ngày nay, chức năng chính của nó là truyền đạt thông điệp thống nhất của đảng tới tất cả các thành viên của nó. Chủ tịch Cuộc họp kín và Lãnh đạo tầng hiện tại là Thượng nghị sĩ Chuck Schumer, Phó Lãnh đạo tầng hiện tại là Thượng nghị sĩ Dick Durbin, Các Phó Chủ tịch hiện tại là Thượng nghị sĩ Mark Warner và Thượng nghị sĩ Elizabeth Warren. Cuộc họp kín Đảng Dân chủ Thượng viện là cuộc họp kín hoặc hội nghị duy nhất trong 4 cuộc họp kín của 2 đảng lớn: Dân chủ và Cộng hòa tại mỗi viện Quốc hội Hoa Kỳ mà chức vụ Chủ tịch Cuộc họp kín đồng thời do Lãnh đạo tầng nắm giữ.

## Ban Lãnh đạo hiện tại
Có hiệu lực từ khi bắt đầu Quốc hội khóa 118, ban lãnh đạo cuộc họp kín gồm:
| Chân dung                                      | Chân dung              | Chức vụ                                                                         | Tiểu bang     |
| ---------------------------------------------- | ---------------------- | ------------------------------------------------------------------------------- | ------------- |
|                                                | Chuck Schumer          | Lãnh đạo Đa số Thượng viện                                                      | New York      |
| Chủ tịch Cuộc họp kín Đảng Dân chủ Thượng viện | Chuck Schumer          |                                                                                 | New York      |
|                                                | Dick Durbin            | Phó Lãnh đạo Đa số Thượng viện                                                  | Illinois      |
|                                                | Debbie Stabenow        | Chủ tịch Ủy ban Chính sách và Truyền thông Đảng Dân chủ Thượng viện             | Michigan      |
|                                                | Amy Klobuchar          | Chủ tịch Ủy ban Chỉ đạo và Tiếp cận phụ trách Chỉ đạo Đảng Dân chủ Thượng viện  | Minnesota     |
|                                                | Mark Warner            | Phó Chủ tịch Cuộc họp kín Đảng Dân chủ Thượng viện                              | Virginia      |
|                                                | Elizabeth Warren       | Phó Chủ tịch Cuộc họp kín Đảng Dân chủ Thượng viện                              | Massachusetts |
|                                                | Bernie Sanders         | Chủ tịch Ủy ban Chỉ đạo và Tiếp cận phụ trách Tiếp cận Đảng Dân chủ Thượng viện | Vermont       |
|                                                | Tammy Baldwin          | Thư ký Cuộc họp kín Đảng Dân chủ Thượng viện                                    | Wisconsin     |
|                                                | Joe Manchin            | Phó Chủ tịch Ủy ban Chính sách và Truyền thông Đảng Dân chủ Thượng viện         | West Virginia |
|                                                | Cory Booker            | Phó Chủ tịch Ủy ban Chính sách và Truyền thông Đảng Dân chủ Thượng viện         | New Jersey    |
|                                                | Gary Peters            | Chủ tịch Ủy ban Vận động Đảng Dân chủ Thượng viện                               | Michigan      |
|                                                | Catherine Cortez Masto | Phó Chủ tịch Ủy ban Tiếp cận Đảng Dân chủ Thượng viện                           | Nevada        |
|                                                | Patty Murray           | Chủ tịch Thượng viện tạm quyền                                                  | Washington    |

## Lịch sử
Cuộc họp kín chính thức được nhóm họp vào ngày 6 tháng 3 năm 1903, bầu ra một Chủ tịch cùng các Thành viên và một Thư ký ghi biên bản. Cho đến thời điểm đó, cuộc họp kín này thường vô tổ chức, chia rẽ về mặt triết học và không có các quy tắc quản lý bằng văn bản cũng như không có sứ mệnh rõ ràng.

## Chủ tịch và Lãnh đạo tầng
Kể từ thời điểm Oscar Underwood được bầu vào năm 1920, Chủ tịch Cuộc họp kín Đảng Dân chủ Thượng viện cũng đồng thời là Lãnh đạo tầng như một phần của truyền thống bất thành văn.
| Quốc hội khóa | Lãnh đạo                                 | Lãnh đạo                            | Tiểu bang           | Nhậm chức            | Mãn nhiệm            | Lãnh đạo Đa số      | Lãnh đạo Đa số     |
| ------------- | ---------------------------------------- | ----------------------------------- | ------------------- | -------------------- | -------------------- | ------------------- | ------------------ |
| 43            |                                          | John W. Stevenson (1812–1886)       | Kentucky            | tháng 12 năm 1873    | 4 tháng 3 năm 1877   | Không dữ liệu       | Không dữ liệu      |
| 44            |                                          | John W. Stevenson (1812–1886)       | Kentucky            | tháng 12 năm 1873    | 4 tháng 3 năm 1877   | Không dữ liệu       | Không dữ liệu      |
| 45            |                                          | William A. Wallace (1827–1896)      | Pennsylvania        | 4 tháng 3 năm 1877   | 4 tháng 3 năm 1881   | Không dữ liệu       | Không dữ liệu      |
| 46            |                                          | William A. Wallace (1827–1896)      | Pennsylvania        | 4 tháng 3 năm 1877   | 4 tháng 3 năm 1881   | Không dữ liệu       | Không dữ liệu      |
| 47            |                                          | George H. Pendleton (1825–1889)     | Ohio                | 4 tháng 3 năm 1881   | 4 tháng 3 năm 1885   | Không dữ liệu       | Không dữ liệu      |
| 48            |                                          | George H. Pendleton (1825–1889)     | Ohio                | 4 tháng 3 năm 1881   | 4 tháng 3 năm 1885   | Không dữ liệu       | Không dữ liệu      |
| 49            |                                          | James B. Beck (1822–1890)           | Kentucky            | 4 tháng 3 năm 1885   | 3 tháng 5 năm 1890   | Không dữ liệu       | Không dữ liệu      |
| 50            |                                          | James B. Beck (1822–1890)           | Kentucky            | 4 tháng 3 năm 1885   | 3 tháng 5 năm 1890   | Không dữ liệu       | Không dữ liệu      |
| 51            |                                          | James B. Beck (1822–1890)           | Kentucky            | 4 tháng 3 năm 1885   | 3 tháng 5 năm 1890   | Không dữ liệu       | Không dữ liệu      |
|               | Arthur Pue Gorman (1839–1906)            | Maryland                            | 3 tháng 5 năm 1890  | 29 tháng 4 năm 1898  |                      | Không               |                    |
| 52            | Arthur Pue Gorman (1839–1906)            | Maryland                            | 3 tháng 5 năm 1890  | 29 tháng 4 năm 1898  |                      | Không               |                    |
| 53            | Arthur Pue Gorman (1839–1906)            | Maryland                            | 3 tháng 5 năm 1890  | 29 tháng 4 năm 1898  |                      | Bản thân 1893–1895  |                    |
| 54            | Arthur Pue Gorman (1839–1906)            | Maryland                            | 3 tháng 5 năm 1890  | 29 tháng 4 năm 1898  |                      | Không               |                    |
| 55            |                                          |                                     |                     |                      |                      | Không               |                    |
|               | David Turpie (1828–1909)                 | Indiana                             | 29 tháng 4 năm 1898 | 4 tháng 3 năm 1899   |                      | Không               |                    |
| 56            |                                          | James Kimbrough Jones (1839–1908)   | Arkansas            | tháng 12 năm 1899    | 4 tháng 3 năm 1903   | Không               |                    |
| 57            |                                          | James Kimbrough Jones (1839–1908)   | Arkansas            | tháng 12 năm 1899    | 4 tháng 3 năm 1903   | Không               |                    |
| 58            |                                          | Arthur Pue Gorman (1839–1906)       | Maryland            | 4 tháng 3 năm 1903   | 4 tháng 6 năm 1906   | Không               |                    |
| 59            |                                          | Arthur Pue Gorman (1839–1906)       | Maryland            | 4 tháng 3 năm 1903   | 4 tháng 6 năm 1906   | Không               |                    |
|               | Joseph Clay Stiles Blackburn (1838–1918) | Kentucky                            | 4 tháng 6 năm 1906  | 4 tháng 3 năm 1907   |                      | Không               |                    |
| 60            |                                          | Charles Allen Culberson (1855–1925) | Texas               | tháng 12 năm 1907    | 9 tháng 12 năm 1909  | Không               |                    |
| 61            |                                          | Charles Allen Culberson (1855–1925) | Texas               | tháng 12 năm 1907    | 9 tháng 12 năm 1909  | Không               |                    |
|               | Hernando Money (1839–1912)               | Mississippi                         | 9 tháng 12 năm 1909 | 4 tháng 3 năm 1911   |                      | Không               |                    |
| 62            |                                          | Thomas S. Martin (1847–1919)        | Virginia            | tháng 4 năm 1911     | 4 tháng 3 năm 1913   | Không               |                    |
| 63            |                                          | John W. Kern (1849–1917)            | Indiana             | 4 tháng 3 năm 1913   | 4 tháng 3 năm 1917   |                     | Bản thân 1913–1917 |
| 64            |                                          | John W. Kern (1849–1917)            | Indiana             | 4 tháng 3 năm 1913   | 4 tháng 3 năm 1917   |                     | Bản thân 1913–1917 |
| 65            |                                          | Thomas S. Martin (1847–1919)        | Virginia            | 4 tháng 3 năm 1917   | 12 tháng 11 năm 1919 |                     | Bản thân 1917–1919 |
| 66            |                                          | Thomas S. Martin (1847–1919)        | Virginia            | 4 tháng 3 năm 1917   | 12 tháng 11 năm 1919 | Lodge 1919–1924     |                    |
| 66            |                                          | Gilbert Hitchcock (1859–1934)       | Nebraska            | 12 tháng 11 năm 1919 | 27 tháng 4 năm 1920  | Lodge 1919–1924     |                    |
| 66            |                                          | Oscar Underwood (1862–1929)         | Alabama             | 27 tháng 4 năm 1920  | 3 tháng 12 năm 1923  | Lodge 1919–1924     |                    |
| 67            |                                          | Oscar Underwood (1862–1929)         | Alabama             | 27 tháng 4 năm 1920  | 3 tháng 12 năm 1923  | Lodge 1919–1924     |                    |
| 68            |                                          | Oscar Underwood (1862–1929)         | Alabama             | 27 tháng 4 năm 1920  | 3 tháng 12 năm 1923  | Lodge 1919–1924     |                    |
|               | Joseph Taylor Robinson (1872–1937)       | Arkansas                            | 3 tháng 12 năm 1923 | 14 tháng 7 năm 1937  |                      | Curtis 1924–1929    |                    |
| 69            | Joseph Taylor Robinson (1872–1937)       | Arkansas                            | 3 tháng 12 năm 1923 | 14 tháng 7 năm 1937  |                      | Curtis 1924–1929    |                    |
| 70            | Joseph Taylor Robinson (1872–1937)       | Arkansas                            | 3 tháng 12 năm 1923 | 14 tháng 7 năm 1937  |                      | Curtis 1924–1929    |                    |
| 71            | Joseph Taylor Robinson (1872–1937)       | Arkansas                            | 3 tháng 12 năm 1923 | 14 tháng 7 năm 1937  |                      | Watson 1929–1933    |                    |
| 72            | Joseph Taylor Robinson (1872–1937)       | Arkansas                            | 3 tháng 12 năm 1923 | 14 tháng 7 năm 1937  |                      | Watson 1929–1933    |                    |
| 73            | Joseph Taylor Robinson (1872–1937)       | Arkansas                            | 3 tháng 12 năm 1923 | 14 tháng 7 năm 1937  |                      | Bản thân 1933–1937  |                    |
| 74            | Joseph Taylor Robinson (1872–1937)       | Arkansas                            | 3 tháng 12 năm 1923 | 14 tháng 7 năm 1937  |                      | Bản thân 1933–1937  |                    |
| 75            | Joseph Taylor Robinson (1872–1937)       | Arkansas                            | 3 tháng 12 năm 1923 | 14 tháng 7 năm 1937  |                      | Bản thân 1933–1937  |                    |
|               | Alben W. Barkley (1877–1956)             | Kentucky                            | 14 tháng 7 năm 1937 | 3 tháng 1 năm 1949   |                      | Bản thân 1937–1947  |                    |
| 76            | Alben W. Barkley (1877–1956)             | Kentucky                            | 14 tháng 7 năm 1937 | 3 tháng 1 năm 1949   |                      | Bản thân 1937–1947  |                    |
| 77            | Alben W. Barkley (1877–1956)             | Kentucky                            | 14 tháng 7 năm 1937 | 3 tháng 1 năm 1949   |                      | Bản thân 1937–1947  |                    |
| 78            | Alben W. Barkley (1877–1956)             | Kentucky                            | 14 tháng 7 năm 1937 | 3 tháng 1 năm 1949   |                      | Bản thân 1937–1947  |                    |
| 79            | Alben W. Barkley (1877–1956)             | Kentucky                            | 14 tháng 7 năm 1937 | 3 tháng 1 năm 1949   |                      | Bản thân 1937–1947  |                    |
| 80            | Alben W. Barkley (1877–1956)             | Kentucky                            | 14 tháng 7 năm 1937 | 3 tháng 1 năm 1949   |                      | White 1947–1949     |                    |
| 81            |                                          | Scott W. Lucas (1892–1968)          | Illinois            | 3 tháng 1 năm 1949   | 3 tháng 1 năm 1951   |                     | Bản thân 1949–1951 |
| 82            |                                          | Ernest McFarland (1894–1984)        | Arizona             | 3 tháng 1 năm 1951   | 3 tháng 1 năm 1953   |                     | Bản thân 1951–1953 |
| 83            |                                          | Lyndon B. Johnson (1908–1973)       | Texas               | 3 tháng 1 năm 1953   | 3 tháng 1 năm 1961   |                     | Taft 1953          |
| 83            | Knowland 1953–1955                       | Lyndon B. Johnson (1908–1973)       | Texas               | 3 tháng 1 năm 1953   | 3 tháng 1 năm 1961   |                     |                    |
| 84            |                                          | Lyndon B. Johnson (1908–1973)       | Texas               | 3 tháng 1 năm 1953   | 3 tháng 1 năm 1961   | Bản thân 1955–1961  |                    |
| 85            |                                          | Lyndon B. Johnson (1908–1973)       | Texas               | 3 tháng 1 năm 1953   | 3 tháng 1 năm 1961   | Bản thân 1955–1961  |                    |
| 86            |                                          | Lyndon B. Johnson (1908–1973)       | Texas               | 3 tháng 1 năm 1953   | 3 tháng 1 năm 1961   | Bản thân 1955–1961  |                    |
| 87            |                                          | Mike Mansfield (1903–2001)          | Montana             | 3 tháng 1 năm 1961   | 3 tháng 1 năm 1977   |                     | Bản thân 1961–1977 |
| 88            |                                          | Mike Mansfield (1903–2001)          | Montana             | 3 tháng 1 năm 1961   | 3 tháng 1 năm 1977   |                     | Bản thân 1961–1977 |
| 89            |                                          | Mike Mansfield (1903–2001)          | Montana             | 3 tháng 1 năm 1961   | 3 tháng 1 năm 1977   |                     | Bản thân 1961–1977 |
| 90            |                                          | Mike Mansfield (1903–2001)          | Montana             | 3 tháng 1 năm 1961   | 3 tháng 1 năm 1977   |                     | Bản thân 1961–1977 |
| 91            |                                          | Mike Mansfield (1903–2001)          | Montana             | 3 tháng 1 năm 1961   | 3 tháng 1 năm 1977   |                     | Bản thân 1961–1977 |
| 92            |                                          | Mike Mansfield (1903–2001)          | Montana             | 3 tháng 1 năm 1961   | 3 tháng 1 năm 1977   |                     | Bản thân 1961–1977 |
| 93            |                                          | Mike Mansfield (1903–2001)          | Montana             | 3 tháng 1 năm 1961   | 3 tháng 1 năm 1977   |                     | Bản thân 1961–1977 |
| 94            |                                          | Mike Mansfield (1903–2001)          | Montana             | 3 tháng 1 năm 1961   | 3 tháng 1 năm 1977   |                     | Bản thân 1961–1977 |
| 95            |                                          | Robert Byrd (1917–2010)             | West Virginia       | 3 tháng 1 năm 1977   | 3 tháng 1 năm 1989   |                     | Bản thân 1977–1981 |
| 96            |                                          | Robert Byrd (1917–2010)             | West Virginia       | 3 tháng 1 năm 1977   | 3 tháng 1 năm 1989   |                     | Bản thân 1977–1981 |
| 97            |                                          | Robert Byrd (1917–2010)             | West Virginia       | 3 tháng 1 năm 1977   | 3 tháng 1 năm 1989   | Baker 1981–1985     |                    |
| 98            |                                          | Robert Byrd (1917–2010)             | West Virginia       | 3 tháng 1 năm 1977   | 3 tháng 1 năm 1989   | Baker 1981–1985     |                    |
| 99            |                                          | Robert Byrd (1917–2010)             | West Virginia       | 3 tháng 1 năm 1977   | 3 tháng 1 năm 1989   | Dole 1985–1987      |                    |
| 100           |                                          | Robert Byrd (1917–2010)             | West Virginia       | 3 tháng 1 năm 1977   | 3 tháng 1 năm 1989   | Bản thân 1987–1989  |                    |
| 101           |                                          | George J. Mitchell (sinh 1933)      | Maine               | 3 tháng 1 năm 1989   | 3 tháng 1 năm 1995   |                     | Bản thân 1989–1995 |
| 102           |                                          | George J. Mitchell (sinh 1933)      | Maine               | 3 tháng 1 năm 1989   | 3 tháng 1 năm 1995   |                     | Bản thân 1989–1995 |
| 103           |                                          | George J. Mitchell (sinh 1933)      | Maine               | 3 tháng 1 năm 1989   | 3 tháng 1 năm 1995   |                     | Bản thân 1989–1995 |
| 104           |                                          | Tom Daschle (sinh 1947)             | South Dakota        | 3 tháng 1 năm 1995   | 3 tháng 1 năm 2005   |                     | Dole 1995–1996     |
| 104           | Lott 1996–2001                           | Tom Daschle (sinh 1947)             | South Dakota        | 3 tháng 1 năm 1995   | 3 tháng 1 năm 2005   |                     |                    |
| 105           |                                          | Tom Daschle (sinh 1947)             | South Dakota        | 3 tháng 1 năm 1995   | 3 tháng 1 năm 2005   |                     |                    |
| 106           |                                          | Tom Daschle (sinh 1947)             | South Dakota        | 3 tháng 1 năm 1995   | 3 tháng 1 năm 2005   |                     |                    |
| 107           |                                          | Tom Daschle (sinh 1947)             | South Dakota        | 3 tháng 1 năm 1995   | 3 tháng 1 năm 2005   | Bản thân 2001       |                    |
| 107           | Lott 2001                                | Tom Daschle (sinh 1947)             | South Dakota        | 3 tháng 1 năm 1995   | 3 tháng 1 năm 2005   |                     |                    |
| 107           | Bản thân 2001–2002                       | Tom Daschle (sinh 1947)             | South Dakota        | 3 tháng 1 năm 1995   | 3 tháng 1 năm 2005   |                     |                    |
| 107           | Lott 2002–2003                           | Tom Daschle (sinh 1947)             | South Dakota        | 3 tháng 1 năm 1995   | 3 tháng 1 năm 2005   |                     |                    |
| 108           |                                          | Tom Daschle (sinh 1947)             | South Dakota        | 3 tháng 1 năm 1995   | 3 tháng 1 năm 2005   | Frist 2003–2007     |                    |
| 109           |                                          | Harry Reid (1939–2021)              | Nevada              | 3 tháng 1 năm 2005   | 3 tháng 1 năm 2017   | Frist 2003–2007     |                    |
| 110           |                                          | Harry Reid (1939–2021)              | Nevada              | 3 tháng 1 năm 2005   | 3 tháng 1 năm 2017   | Bản thân 2007–2015  |                    |
| 111           |                                          | Harry Reid (1939–2021)              | Nevada              | 3 tháng 1 năm 2005   | 3 tháng 1 năm 2017   | Bản thân 2007–2015  |                    |
| 112           |                                          | Harry Reid (1939–2021)              | Nevada              | 3 tháng 1 năm 2005   | 3 tháng 1 năm 2017   | Bản thân 2007–2015  |                    |
| 113           |                                          | Harry Reid (1939–2021)              | Nevada              | 3 tháng 1 năm 2005   | 3 tháng 1 năm 2017   | Bản thân 2007–2015  |                    |
| 114           |                                          | Harry Reid (1939–2021)              | Nevada              | 3 tháng 1 năm 2005   | 3 tháng 1 năm 2017   | McConnell 2015–2021 |                    |
| 115           |                                          | Chuck Schumer (sinh 1950)           | New York            | 3 tháng 1 năm 2017   | đương nhiệm          | McConnell 2015–2021 |                    |
| 116           |                                          | Chuck Schumer (sinh 1950)           | New York            | 3 tháng 1 năm 2017   | đương nhiệm          | McConnell 2015–2021 |                    |
| 117           |                                          | Chuck Schumer (sinh 1950)           | New York            | 3 tháng 1 năm 2017   | đương nhiệm          | McConnell 2015–2021 |                    |
|               | Bản thân 2021–nay                        | Chuck Schumer (sinh 1950)           | New York            | 3 tháng 1 năm 2017   | đương nhiệm          |                     |                    |
| 118           |                                          | Chuck Schumer (sinh 1950)           | New York            | 3 tháng 1 năm 2017   | đương nhiệm          |                     |                    |

Ghi chú
1. ↑  cùng với 3 chính khách độc lập họp kín cùng
2. ↑  Các chức vụ Lãnh đạo và Phó Lãnh đạo Đa số chỉ bắt đầu hình thành từ những năm 1890 và trở thành chức vụ không chính thức vào những năm 1910. Hai chức vụ này được chính thức hóa từ năm 1920 nên trong khoảng thời gian này không có dữ liệu về Lãnh đạo Đa số.
3. 1 2  Hội nghị Đảng Cộng hòa không bầu Lãnh đạo tầng cho đến năm 1924 nên trong khoảng thời gian này, Đảng Cộng hòa không có Lãnh đạo Đa số dù giữ thế đa số.
4. 1 2 3  Không chính thức
5. ↑  Quyền

## Phó Chủ tịch
Sau chiến thắng của đảng Dân chủ trong cuộc bầu cử giữa kỳ năm 2006, đa số áp đảo trong Cuộc họp kín muốn trao thưởng cho Chuck Schumer, khi đó là chủ tịch Ủy ban Vận động Đảng Dân chủ Thượng viện, một vị trí trong hệ thống phân cấp lãnh đạo. Đáp lại, Lãnh đạo Đảng Dân chủ lúc bấy giờ là Harry Reid đã tạo ra vị trí Phó Chủ tịch khi đảng Dân chủ chính thức nắm quyền vào năm 2007. Schumer kế nhiệm vị trí của Reid khi ông nghỉ hưu sau cuộc bầu cử năm 2016 . Vị trí này sau đó được phân chia cho hai thượng nghị sĩ nắm giữ, đó là Mark Warner và Elizabeth Warren.
| Thượng nghị sĩ | Thượng nghị sĩ | Tiểu bang | Nhiệm kỳ           | Nhiệm kỳ           | Nhiệm kỳ       | Quốc hội khóa | Nhiệm kỳ                         | Nhiệm kỳ                         | Nhiệm kỳ                         | Tiểu bang                        | Thượng nghị sĩ                   | Thượng nghị sĩ                   |
| Thượng nghị sĩ | Thượng nghị sĩ | Tiểu bang | Nhậm chức          | Mãn nhiệm          | Độ dài         | Quốc hội khóa | Độ dài                           | Mãn nhiệm                        | Nhậm chức                        | Tiểu bang                        | Thượng nghị sĩ                   | Thượng nghị sĩ                   |
| -------------- | -------------- | --------- | ------------------ | ------------------ | -------------- | ------------- | -------------------------------- | -------------------------------- | -------------------------------- | -------------------------------- | -------------------------------- | -------------------------------- |
|                | Chuck Schumer  | New York  | 3 tháng 1 năm 2007 | 3 tháng 1 năm 2017 | 10 năm, 0 ngày | 110           | Chỉ có một Phó Chủ tịch duy nhất | Chỉ có một Phó Chủ tịch duy nhất | Chỉ có một Phó Chủ tịch duy nhất | Chỉ có một Phó Chủ tịch duy nhất | Chỉ có một Phó Chủ tịch duy nhất | Chỉ có một Phó Chủ tịch duy nhất |
| 111            | Chuck Schumer  | New York  | 3 tháng 1 năm 2007 | 3 tháng 1 năm 2017 | 10 năm, 0 ngày |               | Chỉ có một Phó Chủ tịch duy nhất | Chỉ có một Phó Chủ tịch duy nhất | Chỉ có một Phó Chủ tịch duy nhất | Chỉ có một Phó Chủ tịch duy nhất | Chỉ có một Phó Chủ tịch duy nhất | Chỉ có một Phó Chủ tịch duy nhất |
| 112            | Chuck Schumer  | New York  | 3 tháng 1 năm 2007 | 3 tháng 1 năm 2017 | 10 năm, 0 ngày |               | Chỉ có một Phó Chủ tịch duy nhất | Chỉ có một Phó Chủ tịch duy nhất | Chỉ có một Phó Chủ tịch duy nhất | Chỉ có một Phó Chủ tịch duy nhất | Chỉ có một Phó Chủ tịch duy nhất | Chỉ có một Phó Chủ tịch duy nhất |
| 113            | Chuck Schumer  | New York  | 3 tháng 1 năm 2007 | 3 tháng 1 năm 2017 | 10 năm, 0 ngày |               | Chỉ có một Phó Chủ tịch duy nhất | Chỉ có một Phó Chủ tịch duy nhất | Chỉ có một Phó Chủ tịch duy nhất | Chỉ có một Phó Chủ tịch duy nhất | Chỉ có một Phó Chủ tịch duy nhất | Chỉ có một Phó Chủ tịch duy nhất |
| 114            | Chuck Schumer  | New York  | 3 tháng 1 năm 2007 | 3 tháng 1 năm 2017 | 10 năm, 0 ngày |               | Chỉ có một Phó Chủ tịch duy nhất | Chỉ có một Phó Chủ tịch duy nhất | Chỉ có một Phó Chủ tịch duy nhất | Chỉ có một Phó Chủ tịch duy nhất | Chỉ có một Phó Chủ tịch duy nhất | Chỉ có một Phó Chủ tịch duy nhất |
|                | Mark Warner    | Virginia  | 3 tháng 1 năm 2017 | Đương nhiệm        | 8 năm, 63 ngày | 115           | 8 năm, 63 ngày                   | Đương nhiệm                      | 3 tháng 1 năm 2017               | Massachusetts                    | Elizabeth Warren                 |                                  |
| 116            | Mark Warner    | Virginia  | 3 tháng 1 năm 2017 | Đương nhiệm        | 8 năm, 63 ngày |               | 8 năm, 63 ngày                   | Đương nhiệm                      | 3 tháng 1 năm 2017               | Massachusetts                    | Elizabeth Warren                 |                                  |
| 117            | Mark Warner    | Virginia  | 3 tháng 1 năm 2017 | Đương nhiệm        | 8 năm, 63 ngày |               | 8 năm, 63 ngày                   | Đương nhiệm                      | 3 tháng 1 năm 2017               | Massachusetts                    | Elizabeth Warren                 |                                  |
| 118            | Mark Warner    | Virginia  | 3 tháng 1 năm 2017 | Đương nhiệm        | 8 năm, 63 ngày |               | 8 năm, 63 ngày                   | Đương nhiệm                      | 3 tháng 1 năm 2017               | Massachusetts                    | Elizabeth Warren                 |                                  |

## Thư ký
Thư ký Hội nghị Đảng Dân chủ Thượng viện Hoa Kỳ, còn được gọi là Thư ký Cuộc họp kín, trước đây được coi là vị trí số ba, đứng sau Lãnh đạo tầng và Phó Lãnh đạo tầng của đảng, cho đến năm 2006, khi Lãnh đạo Đảng Dân chủ Harry Reid tạo ra vị trí mới là Phó Chủ tịch Cuộc họp kín. Hiện nay, thư ký là vị trí cao cấp thứ tư. Thư ký Hội nghị có trách nhiệm ghi chép và hỗ trợ ban lãnh đạo đảng khi các Thượng nghị sĩ của đảng họp kín với nhau.
Thư ký Hội nghị đầu tiên là Edward W. Carmack từ Tennessee, người được bầu vào tháng 3 năm 1903.
Thư ký Hội nghị hiện tại là Tammy Baldwin từ Wisconsin, người được bầu vào tháng 1 năm 2017.
| Thượng nghị sĩ        | Tiểu bang     | Nhiệm kỳ   |
| --------------------- | ------------- | ---------- |
| Edward W. Carmack     | Tennessee     | 1903–1907  |
| Robert Owen           | Oklahoma      | 1907–1911  |
| William E. Chilton    | West Virginia | 1911–1913  |
| Willard Saulsbury Jr. | Delaware      | 1913–1916  |
| Key Pittman (Quyền)   | Nevada        | 1916–1917  |
| William H. King       | Utah          | 1917–1927  |
| Hugo Black            | Alabama       | 1927–1937  |
| Joshua B. Lee         | Oklahoma      | 1937–1943  |
| Francis T. Maloney    | Connecticut   | 1943–1945  |
| Brien McMahon         | Connecticut   | 1945–1952  |
| Thomas Hennings       | Missouri      | 1953–1960  |
| George Smathers       | Florida       | 1960–1966  |
| Robert Byrd           | West Virginia | 1967–1971  |
| Ted Moss              | Utah          | 1971–1977  |
| Daniel Inouye         | Hawaii        | 1977–1989  |
| David Pryor           | Arkansas      | 1989–1995  |
| Barbara Mikulski      | Maryland      | 1995–2005  |
| Debbie Stabenow       | Michigan      | 2005–2007  |
| Patty Murray          | Washington    | 2007–2017  |
| Tammy Baldwin         | Wisconsin     | 2017 – nay |

## Thành viên
| Arizona - Kyrsten Sinema - Mark Kelly California - Dianne Feinstein - Alex Padilla Colorado - Michael Bennet - John Hickenlooper Connecticut - Richard Blumenthal - Chris Murphy Delaware - Tom Carper, Chủ tịch Ủy ban Môi trường và Công trình Công cộng Thượng viện - Chris Coons, Chủ tịch Ủy ban Chọn lọc về Đạo đức Thượng viện Georgia - Jon Ossoff - Raphael Warnock Hawaii - Brian Schatz, Chủ tịch Ủy ban Chọn lọc Vĩnh viễn về Các vấn đề Người da đỏ Thượng viện - Mazie Hirono Illinois - Dick Durbin, Phó Lãnh đạo Đa số Thượng viện và Chủ tịch Ủy ban Tư pháp Thượng viện - Tammy Duckworth Maine - Augus King Maryland - Ben Cardin, Chủ tịch Ủy ban Doanh nghiệp nhỏ và Doanh nhân Thượng viện - Chris Van Hollen Massachusetts - Elizabeth Warren, Phó Chủ tịch Cuộc họp kín Đảng Dân chủ Thượng viện - Ed Markey Michigan - Debbie Stabenow, Chủ tịch Ủy ban Nông nghiệp, Dinh dưỡng và Lâm nghiệp Thượng viện - Gary Peters, Chủ tịch Ủy ban An ninh Nội địa và Các vấn đề Chính phủ Thượng viện Minnesota - Amy Klobuchar, Chủ tịch Ủy ban Quy tắc và Quản lý Thượng viện - Tina Smith | Montana - Jon Tester, Chủ tịch Ủy ban Các vấn đề Cựu chiến binh Thượng viện Nevada - Catherine Cortez Masto - Jacky Rosen New Hampshire - Jeanne Shaheen - Maggie Hassan New Jersey - Bob Menendez, Chủ tịch Ủy ban Đối ngoại Thượng viện - Cory Booker New Mexico - Martin Heinrich - Ben Ray Luján New York - Chuck Schumer, Lãnh đạo Đa số và Chủ tịch Cuộc họp kín Đảng Dân chủ Thượng viện - Kirsten Gillibrand Ohio - Sherrod Brown, Chủ tịch Ủy ban Ngân hàng, Gia cư và Các vấn đề Đô thị Thượng viện Oregon - Ron Wyden, Chủ tịch Ủy ban Tài chính Thượng viện - Jeff Merkley Pennsylvania - Bob Casey Jr., Chủ tịch Ủy ban Đặc biệt về Lão hóa Thượng viện - John Fetterman Rhode Island - Jack Reed, Chủ tịch Ủy ban Dịch vụ Vũ trang Thượng viện - Sheldon Whitehouse, Chủ tịch Ủy ban Ngân sách Thượng viện Vermont - Bernie Sanders, Chủ tịch Ủy ban Y tế, Giáo dục, Lao động và Lương hưu Thượng viện - Peter Welch Virginia - Mark Warner, Phó Chủ tịch Cuộc họp kín Đảng Dân chủ Thượng viện và Chủ tịch Ủy ban Chọn lọc về Tình báo Thượng viện - Tim Kaine Washington - Patty Murray, Chủ tịch Thượng viện tạm quyền và Chủ tịch Ủy ban Ủy ban Phân bổ ngân sách Thượng viện Thượng viện - Maria Cantwell, Chủ tịch Ủy ban Thương mại, Khoa học và Vận tải Thượng viện West Virginia - Joe Manchin, Chủ tịch Ủy ban Năng lượng và Tài nguyên thiên nhiên Thượng viện Wisconsin - Tammy Baldwin, Thư ký Cuộc họp kín Đảng Dân chủ Thượng viện |